# Глендейл (Калифорния)
Вижте пояснителната страница за други значения на Глендейл.
Глендейл (на английски: Glendale) е град в окръг Лос Анджелис, щата Калифорния, САЩ. Глендейл е с население от 200 167 жители (приблизителна оценка 2014 г.), а общата му площ е 79,40 km². Над една трета от населението са етнически арменци.
Централният офис за САЩ на мултинационалната компания Нестле е разположен в Глендейл. 54% от жителите на Глендейл не са родени в САЩ.

## Известни личности
Родени в Глендейл
- Джулия Ан (р. 1969), порнографска актриса
- Кептън Бийфхарт (1941 – 2010), музикант и художник
- Дейвид Брин (р. 1950), писател
- Грег Кризъл (р. 1965), музикант
- Клаудия Крисчън (р. 1965), актриса
- Дейзи Мари (р. 1984), порнографска актриса
- Уейн Олуайн (1947 – 2009), актьор
- Пол Уокър (1973 – 2013), актьор